# Edward Heath
Edward Richard Heath (ur. 9 lipca 1916 w St. Peters-in-Thanet, zm. 17 lipca 2005 w Salisbury) – brytyjski polityk, premier w latach 1970–1974 i przewodniczący Partii Konserwatywnej w latach 1965-1975.
Heath był głównym negocjatorem w rozmowach o przystąpieniu Wielkiej Brytanii do EWG. Jego rząd upadł w wyniku strajków górniczych.

## Życiorys

### Wczesne lata życia
Przyszły premier odebrał wykształcenie w Chatham House Grammar School w Ramsgate oraz The King’s School w Canterbury. Dzięki uzyskanemu stypendium rozpoczął w 1935 r. studia w Balliol College na Uniwersytecie Oksfordzkim. Studiował filozofię, politologię i ekonomię. Grał również na organach. Na studiach związał się z Partią Konserwatywną. Początkowo należał do grona krytyków ustępliwej polityki zagranicznej rządu. W 1937 r. został przewodniczącym uniwersyteckiego stowarzyszenia konserwatystów. W 1938 r. bez powodzenia kandydował na przewodniczącego Oxford Union.
Zimę z 1939 na 1940 r. Heath spędził w Stanach Zjednoczonych. Po powrocie został powołany do wojska i w 1941 r. przydzielony do Królewskiej Artylerii. Podczas II wojny światowej służył początkowo w obronie przeciwlotniczej Liverpoolu. Na początku 1942 r. został pułkowym adiutantem w randze kapitana. Podczas walk na froncie zachodnim w 1944–1945 r. dowodził baterią. W sierpniu 1946 r. został zdemobilizowany. W armii dosłużył się stopnia podpułkownika. Po demobilizacji wstąpił do Honorowej Kompanii Artylerii gdzie służył przez całe lata 50. Dosłużył się stanowiska dowódcy 2 regimentu.
Jeszcze przed wojną Heath uzyskał stypendium Gray’s Inn i tam rozpoczął przygotowania do kariery adwokackiej. Zrezygnował z niej jednak i wstąpił do Służby Cywilnej. Wkrótce rozpoczął pracę w ministerstwie lotnictwa cywilnego. Zrezygnował w listopadzie 1947 r. i został wybrany konserwatywnym kandydatem w okręgu Bexley. W latach 1948–1949 był wydawcą Church Times. Następnie pracował w firmie Brown, Shipley & Co. W 1950 r. został wybrany do Izby Gmin w okręgu Bexley. Pierwszą mowę na forum parlamentu wygłosił 26 czerwca 1950 r. w której zaapelował do laburzystowskiego rządu o przystąpienie do planu Schumana.

### Kariera polityczna
W lutym 1951 r. Heath został whipem Opozycji. Po zwycięstwie konserwatystów w wyborach 1951 r. został whipem rządowym, a w 1955 r. został głównym whipem rządu. Po wyborach 1959 r. został ministrem pracy. W 1960 r. został Lordem Tajnej Pieczęci i odpowiadał za negocjowanie brytyjskiego członkostwa w EWG. Negocjacje zakończyły się sukcesem, ale veto Francji uniemożliwiło akcesję Wielkiej Brytanii do Wspólnoty. Kiedy premierem został w 1963 r. Alec Douglas-Home Heath objął stanowisko przewodniczącego Zarządu Handlu. Pozostał na nim do wyborczej porażki swojej partii w 1964 r.
Jako polityk Opozycji objął w 1965 r. stanowisko Kanclerza Skarbu w gabinecie cieni Douglasa-Home’a. Kiedy ten zrezygnował w tym samym roku, Heath wystartował w wyborach na lidera partii. Jego kontrkandydatami byli Reginald Maudling i Enoch Powell. Zwycięzcą został Heath, który uzyskał 150 głosów, wobec 133 głosów oddanych na Maudlinga i 15 oddanych na Powella. Stanowisko lidera Heath utrzymał po przegranej konserwatystów w wyborach z 1966 r.
W swoich działaniach Heath prezentował model „konserwatyzmu oświeconego”, czyli wrażliwości na kwestie socjalne przy jednoczesnym poszanowaniu tradycyjnych torysowskich wartości. Dzięki temu oraz dzięki narastającemu marazmowi gospodarczemu pod rządami laburzystów Partia Konserwatywna wygrała wybory w 1970 r. i Heath został premierem Wielkiej Brytanii.

### Na czele rządu Jej Królewskiej Mości
Początek rządów Heatha zaznaczył się zmianą sytuacji międzynarodowej, która umożliwiała brytyjskiemu rządowi ponowne złożenie podania o przystąpienie do EWG. Tym razem Francja nie zgłosiła sprzeciwu i w 1973 r. Wielka Brytania stała się członkiem Europejskiej Wspólnoty Gospodarczej. W 1972 r. Wielka Brytania oficjalnie uznała Chińską Republikę Ludową. W 1974 r. Heath odwiedził w Pekinie Mao Zedonga. Utrzymywał również dobre stosunki z prezydentem USA Richardem Nixonem.
Rząd Heatha musiał również stawić czoła problemom gospodarczym. Za czasów Heatha wystąpiły pierwsze objawy kryzysu gospodarczego, który miał nękać Wielką Brytanię przez całą dekadę. W 1971 r. zlikwidowano stałe kursy, co spowodowało kryzys walutowy. W 1973 r. Wielka Brytania przeżyła kryzys energetyczny. Rosła inflacja i deficyt bilansu handlowego. Rząd musiał szukać oszczędności gdzie tylko mógł, stąd np. na polecenie minister edukacji Margaret Thatcher zlikwidowano wydawanie darmowego mleka w szkołach.
Nowy gabinet odziedziczył również narastający konflikt w Irlandii Północnej. W 1972 r. 14 Irlandczyków zostało zabitych przez brytyjskich żołnierzy podczas krwawej niedzieli w Londonderry. Spowodowało to nasilenie się działalności IRA. Ponieważ autonomiczne władze w Belfaście nie radziły sobie z sytuacją, władze w Londynie bezpośrednio podporządkowały sobie sprawy irlandzkie. W lipcu 1972 r. William Whitelaw został pierwszym ministrem ds. Irlandii Północnej.
Kolejnym problemem z jakim musiał zmierzyć się rząd były konflikty społeczne, wywoływane trudnościami ekonomicznymi oraz wielkimi wpływami związków zawodowych. Rząd próbował ograniczyć rolę związków, m.in. poprzez ograniczenie prawa do strajku (Industrial Relations Act z 1971 r.), jednak bez powodzenia. Wielki, 7-tygodniowy strajk górników jaki wybuchł na początku 1974 r. zmusił rząd do ogłoszenia przedterminowych wyborów.
Heath liczył, że bezkompromisowa postawa związkowców spowoduje, że Partii Konserwatywnej uda się przyciągnąć do siebie klasę średnią i umiarkowaną opinię publiczną. Wybory odbyły się w lutym 1974 r. i zakończyły się zwycięstwem laburzystów, którzy uzyskali jednak tylko o 5 mandatów więcej niż konserwatyści. Heath rozpoczął negocjacje dotyczące ewentualnej koalicji. Jednak ulsterscy unioniści odmówili wsparcia rządowi Heatha. Niepowodzeniem zakończyły się również negocjacje z Partią Liberalną. W tej sytuacji 4 marca 1974 r. Heath podał swój gabinet do dymisji.

### Dalsze lata

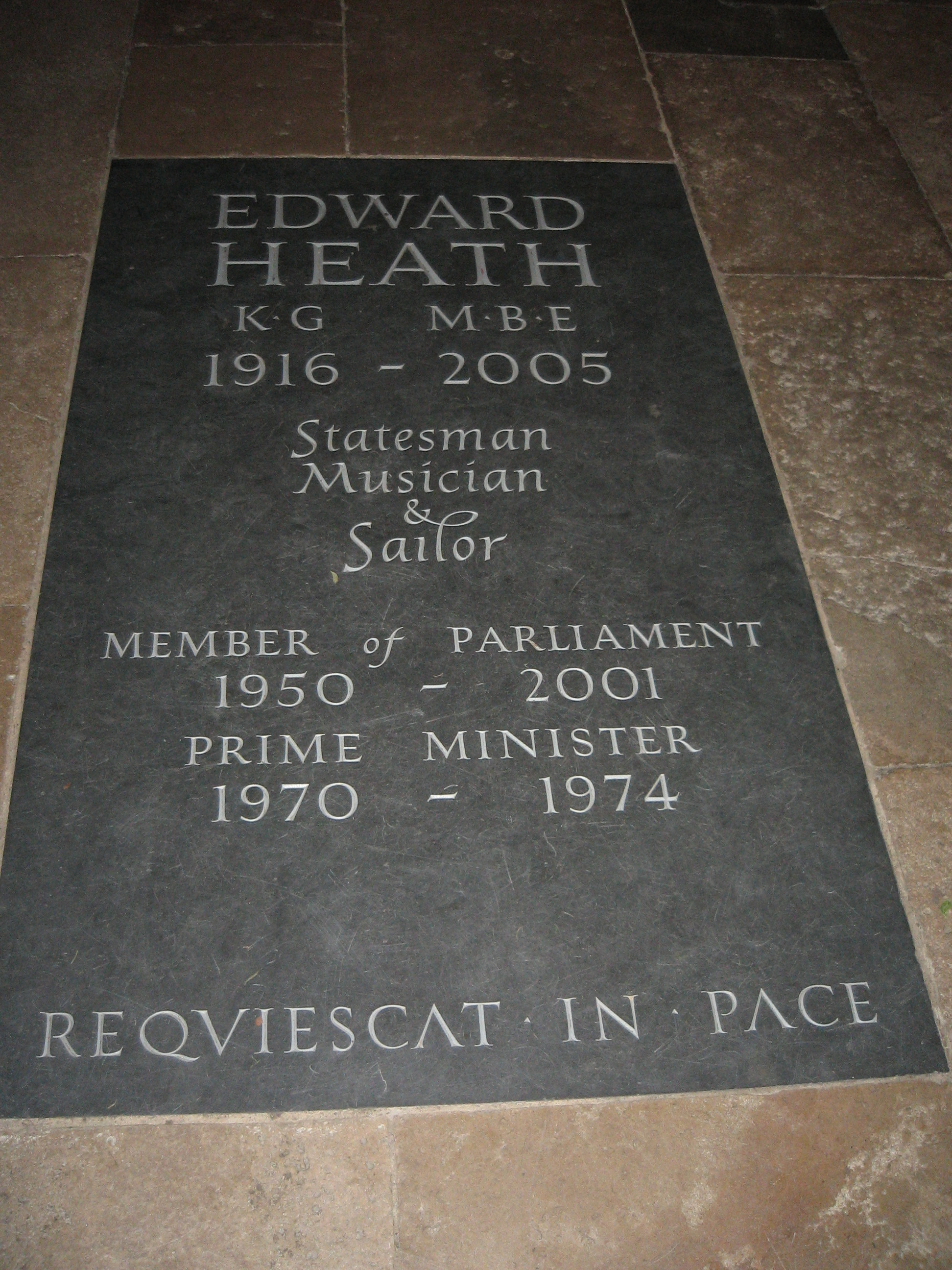
Nagrobek Heatha w katedrze w Salisbury

W październiku 1974 r. odbyły się przyspieszone wybory parlamentarne, które powiększyły przewagę laburzystów nad Partią Konserwatywną. W tej sytuacji doszło w 1975 r. do wyborów lidera konserwatystów. Kontrkandydatami Heatha byli Margaret Thatcher i Hugh Fraser. W pierwszej turze głosowania były premier uzyskał 119 głosów, Fraser 16 a Thatcher 130. Heath wycofał się wówczas z wyścigu o stanowisko lidera i poparł Williama Whitelawa przeciwko Margaret Thatcher (zasady pozwalały na uzupełnienie karty do głosowania o nowych kandydatów, jeśli pierwsza tura nie wyłoniła wyraźnego zwycięzcy). 11 lutego 1975 r. w drugiej turze Whitelaw uzyskał 79 głosów, a Thatcher 146 i to ona została nowym liderem Partii Konserwatywnej.
Heath odmówił przyjęcia stanowiska w gabinecie cieni. W 1979 r. zaproponowano mu funkcję ambasadora w USA, ale Heath także odmówił. Zaliczał się do grona krytyków polityki ekonomicznej rządu Thatcher (skrytykował ją na konferencji Partii Konserwatywnej w 1981 r.). W 1987 r. wystartował w wyborach na kanclerza Uniwersytetu Oksfordzkiego, ale zajął trzecie miejsce. W Izbie Gmin zasiadał do 2001 r. Od 1974 r. reprezentował okręg wyborczy Sidcup, a od 1983 r. Old Bexley and Sidcup. Od 1992 r. był najstarszym deputowanym w Izbie Gmin (Father of the House). W 2001 r. został kawalerem Orderu Podwiązki.
Podczas wakacji w Salzburgu w sierpniu 2003 r. Heath doznał zatorowości płucnej. W kolejnych miesiącach stan jego zdrowia pogarszał się. Zmarł na zapalenie płuc 17 lipca 2005 r. o 19:30. Jego ciało zostało poddane kremacji 25 lipca. 11 listopada jego prochy złożono w katedrze w Salisbury.

## Życie prywatne
Heath interesował się jachtami. Swój pierwszy jacht, Morning Cloud, zakupił w 1969 r. Wygrał na nim wyścig z Sydney do Hobart. Był również członkiem klubu żeglarskiego w Broadstairs. Interesował się również muzyką poważną. W listopadzie 1971 r. dyrygował London Symphony Orchestra. Był autorem trzech książek oraz autobiografii.
Nigdy się nie ożenił i nie pozostawił potomstwa.

## Gabinet Edwarda Heatha, czerwiec 1970 – marzec 1974
- premier: Edward Heath
- lord kanclerz: Quintin Hogg, baron Hailsham of St Marylebone
- lord przewodniczący Rady: William Whitelaw
- lord tajnej pieczęci: George Jellicoe, 2. hrabia Jellicoe
- kanclerz skarbu: Iain Macleod
- minister spraw zagranicznych: Alec Douglas-Home
- minister spraw wewnętrznych: Reginald Maudling
- minister rolnictwa, rybołówstwa i żywności: James Prior
- minister obrony: Peter Carington, 6. baron Carrington
- minister edukacji i nauki: Margaret Thatcher
- minister zatrudnienia: Robert Carr
- minister budownictwa i samorządu lokalnego: Peter Walker
- minister zabezpieczenia socjalnego: Keith Joseph
- Kanclerz Księstwa Lancaster: Anthony Barber
- minister ds. Szkocji: Gordon Campbell
- minister technologii: Geoffrey Rippon
- przewodniczący Zarządu Handlu: Michael Noble
- minister ds. Walii: Peter Thomas

Zmiany
- lipiec 1970 r. – Anthony Barber zastępuje Iaina Macleoda na stanowisku Kanclerza Skarbu, Geoffrey Rippon zastępuje Barbera na stanowisku Kanclerza Księstwa Lancaster, John Davies zastępuje Rippona na stanowisku ministra technologii
- październik 1970 r. – stanowiska ministra technologii i przewodniczącego Zarządu Handlu zostają połączone w urząd ministra handlu i przemysłu, którym zostaje John Davies, Michael Noble opuszcza gabinet, ministerstwo budownictwa i samorządu lokalnego zostaje przekształcone w ministerstwo środowiska na czele z Peterem Walkerem
- marzec 1972 r. – William Whitelaw zostaje pierwszym ministrem ds. Irlandii Północnej, Robert Carr zastępuje Whitelawa na stanowisku Lorda Przewodniczącego Rady, Maurice Macmillan zastępuje Carra jako minister zatrudnienia
- lipiec 1972 r. – Robert Carr zastępuje Reginalda Maudlinga na stanowisku ministra spraw wewnętrznych, James Prior zastępuje Carra na stanowisku Lorda Przewodniczącego Rady, Joseph Godber zastępuje Priora na stanowisku ministra rolnictwa, rybołówstwa i żywności
- listopad 1972 r. – Geoffrey Rippon zastępuje Petera Walkera na stanowisku ministra środowiska, John Davies zastępuje Rippona na stanowisku Kanclerza Księstwa Lancaster, Walker zastępuje Daviesa na stanowisku ministra handlu i przemysłu, Geoffrey Howe wchodzi w skład gabinetu jako minister handlu i spraw konsumenta
- czerwiec 1973 r. – lord Windlesham zastępuje lorda Jellicoe na stanowisku Lorda Tajnej Pieczęci
- grudzień 1973 r. – William Whitelaw zastępuje Maurice’a Macmillana na stanowisku ministra zatrudnienia, Francis Pym zastępuje Whitelawa na stanowisku ministra ds. Irlandii Północnej, Macmillan obejmuje urząd Paymaster-General
- styczeń 1974 r. – Ian Gilmour zastępuje lorda Carringtona na stanowisku ministra obrony, lord Carrington zostaje ministrem energii

### Publikacje Heatha
- Sailing: A Course of My Life, Londyn, Sidgwick & Jackson, 1975
- Music: A Joy for Life, Londyn, Sidgwick & Jackson, 1976
- Travels: People and Places in My Life, Londyn, Sidgwick & Jackson, 1977
- The Course of My Life, Londyn, Hodder & Stoughton, 1998

### Biografie Heatha
- Stuart Ball, Anthony Seldon, The Heath Government: 1970-1974: A Reappraisal Londyn, Longman, 1996
- John Campbell, Edward Heath: A Biography Londyn, Jonathan Cape, 1993
- Martin Holmes, The Failure of the Heath Government, Basingstoke, Longman, 1997